# Chubawene
Chubawene (bułg. Хубавене; do 1934 r. Chujowene, bułg. Хуйовене) – wieś w północnej Bułgarii, w obwodzie Wraca, w gminie Roman. Według danych Narodowego Instytutu Statystycznego w Bułgarii z 31 grudnia 2011 wieś liczyła 330 mieszkańców.
Miejscowość ta posiada bogatą historię i tradycję. Mieszkańcy zachowują wiele tradycyjnych rytuałów m.in. nestinarstwo. Funkcjonuje tu zespół tańca folklorystycznego mający sukcesy w bułgarskim konkursie Balkan festival oraz będący w Europejskiej Radzie Stowarzyszeń Folklorystycznych, Festiwali i Sztuki Ludowej.

## Galeria

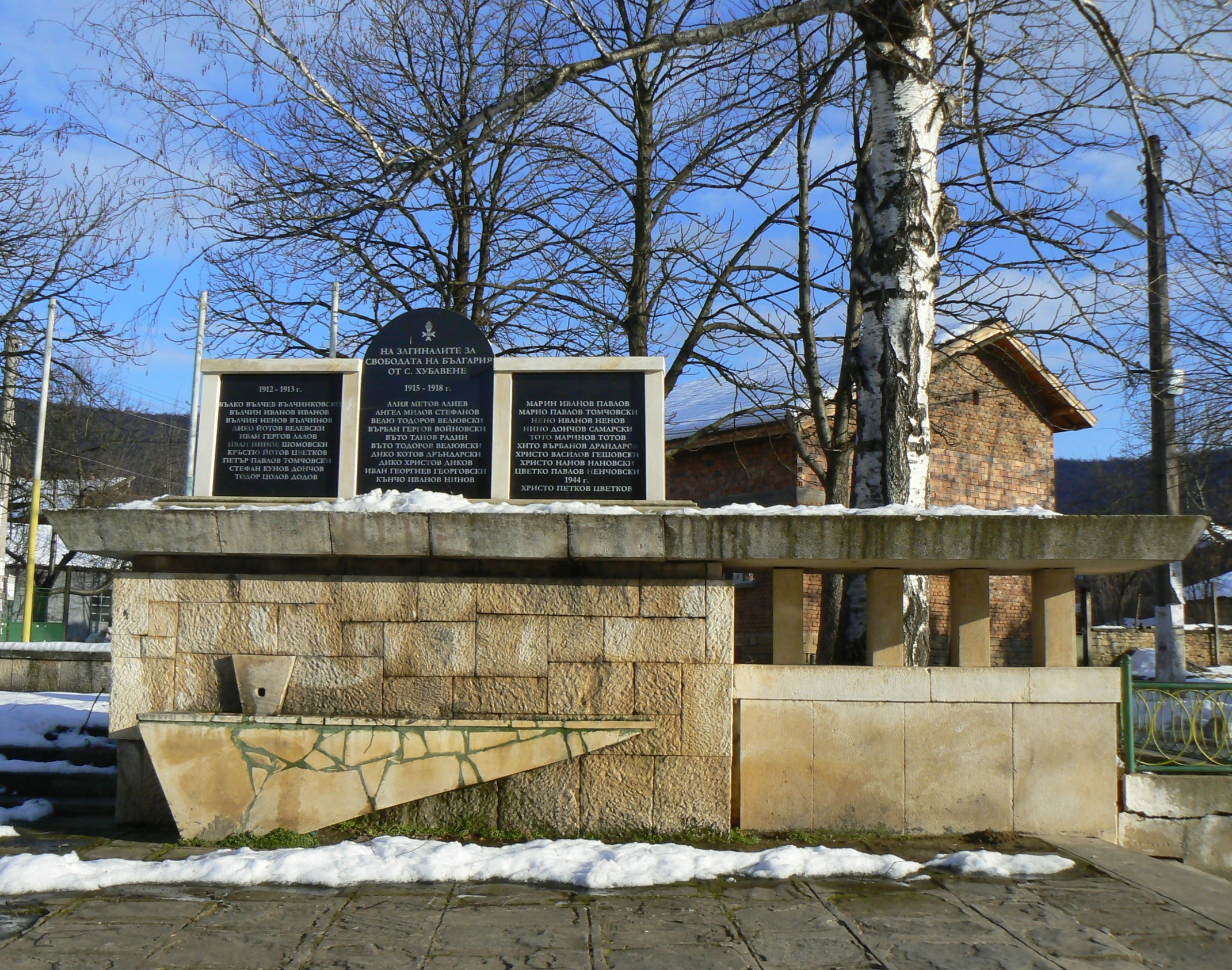
Pomnik poległych w wojnach
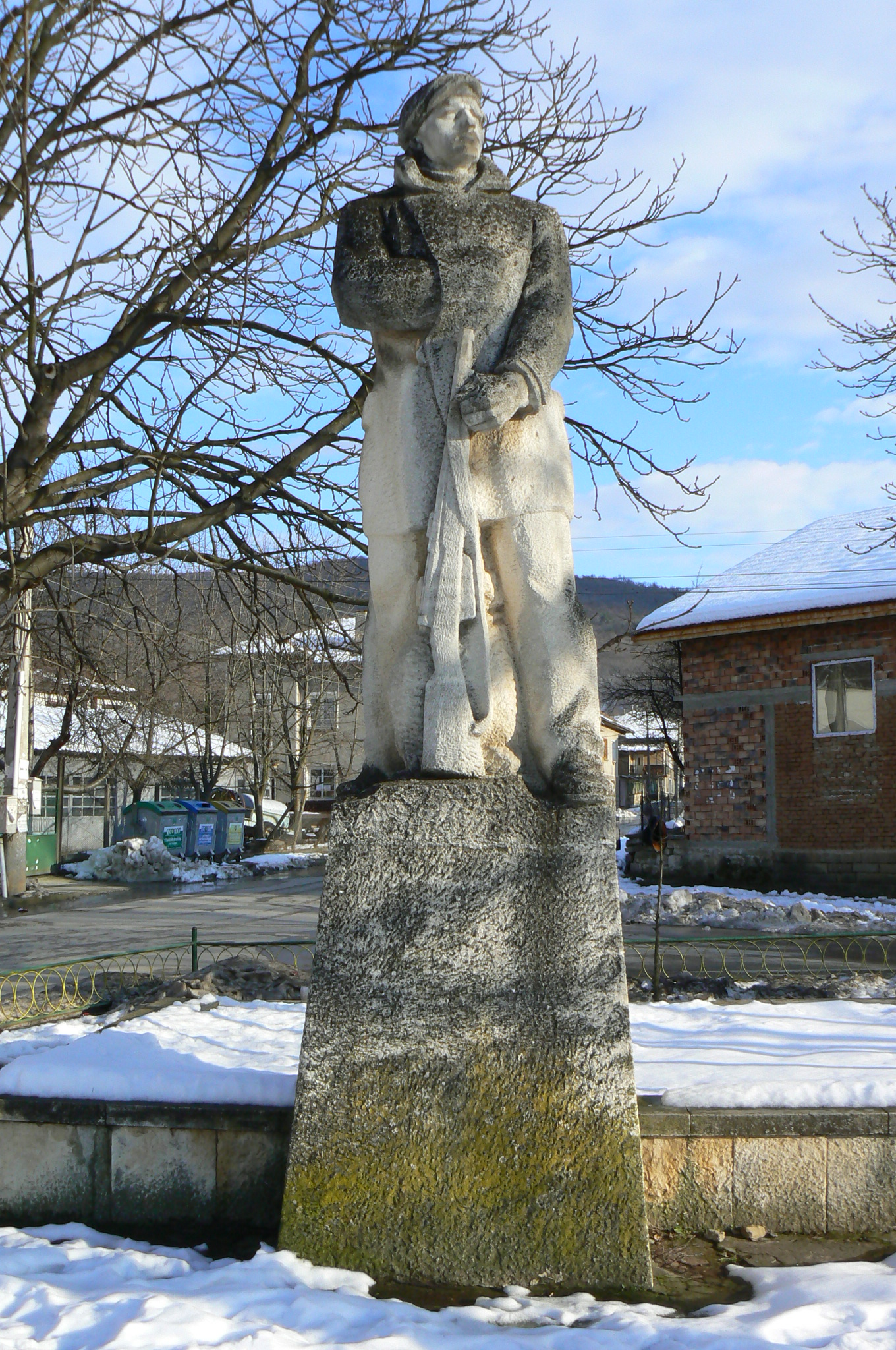
Pomnik partyzancki
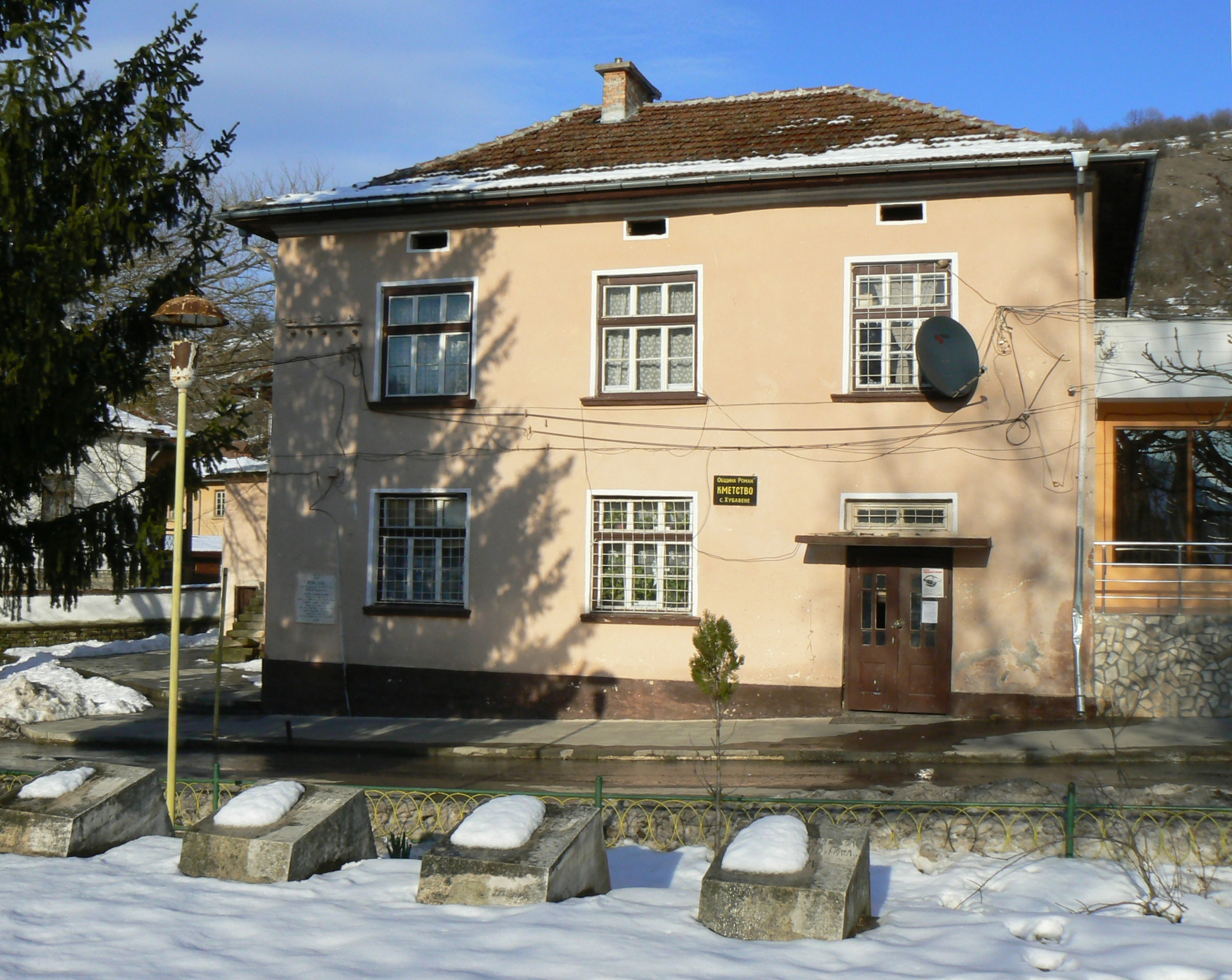
Kmetstwo
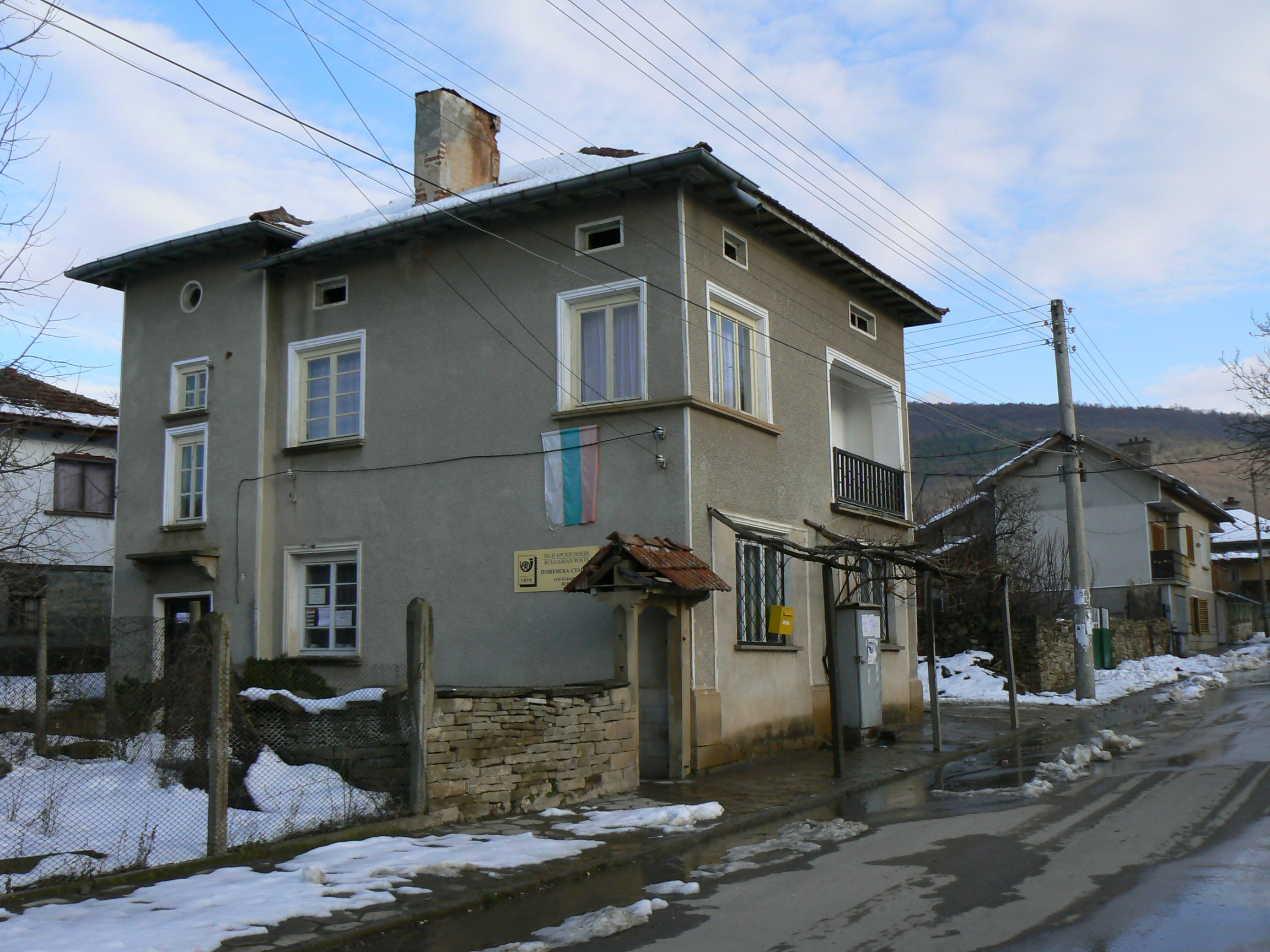
Poczta
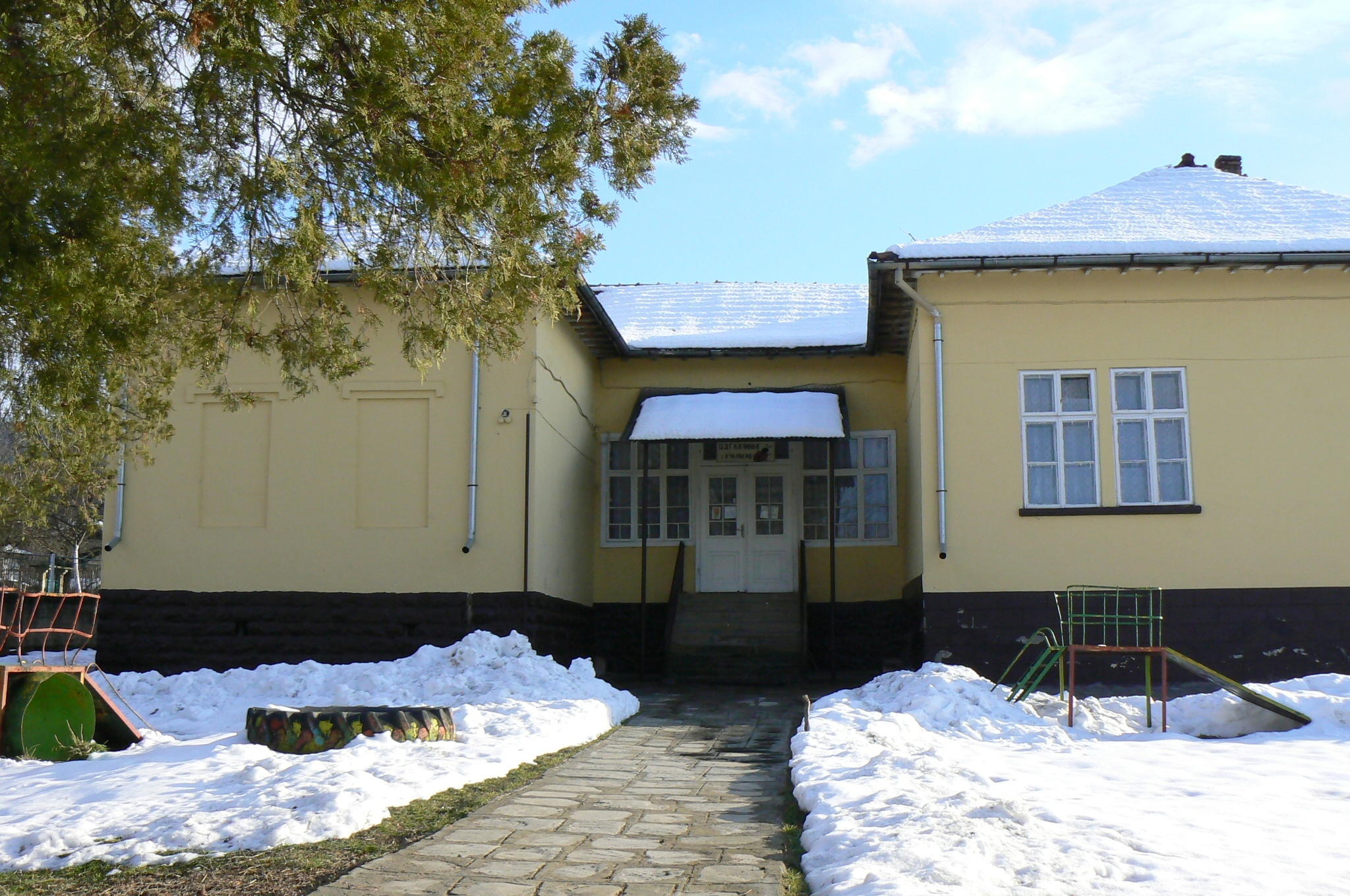
Przedszkole